# Caro fratello
Caro fratello (おにいさまへ…?, Oniisama e...) è uno shōjo manga di Riyoko Ikeda, già autrice di successo di Lady Oscar, pubblicato dal 1974 sulla rivista Margaret della Shūeisha e in seguito raccolto in 3 tankōbon, usciti tra l'agosto e l'ottobre del 1975. In Italia è stato pubblicato nel 1995 dalla Star Comics sulla collana Neverland in quattro volumetti.
Si tratta di un romanzo ad incastro, dove amore e morte giocano un ruolo fondamentale. I personaggi della storia sono figure all'apparenza molto forti, ma in realtà fragili come il vetro. Proprio la fragilità psichica, la dipendenza dai farmaci, la morte, la malattia e la passione sono i temi fondamentali dell'opera.
Nel 1991 dal manga è stato tratto un anime in 39 episodi trasmesso dalla NHK. In Italia è stato pubblicato in VHS dalla Yamato Video nel 1995 e poi trasmesso in TV per la prima volta dal marzo 2003 su Italia 7 Gold.

## Trama
La protagonista del manga è Nanako Misonoo, che si è iscritta al primo anno delle superiori al Seiran Gakuen, una prestigiosa scuola femminile. Come ogni ragazza della sua età si troverà per la prima volta a dover affrontare l'amore, la passione e la paura per ciò che è nuovo. Invece di tenere un diario, preferisce scrivere delle lettere ad un ragazzo più grande con il quale ha un rapporto puramente fraterno ("fratello" si dice oniisama in giapponese), confidandogli i suoi sentimenti e le sue paure. Il titolo dell'opera si riferisce all'intestazione di queste lettere.

## Personaggi

Nanako Misonoo

Nanako Misonoo (御苑生奈々子?, Misonoo Nanako)
Doppiata da Hiroko Kasahara in Giappone e da Beatrice Margiotti in Italia.
Protagonista della vicenda, Nanako Misonoo, appena entrata alle scuole superiori, viene scelta per entrare a far parte della Sorority, un elitario gruppo di studentesse selezionate fra quelle più raffinate e socialmente abbienti, scatenando ire e gelosie da parte delle compagne, che non trovano la ragazza corrispondente ai criteri. Nanako è innocente, sensibile, insicura e vulnerabile, ma sempre determinata a fare ciò che ritiene giusto. Svilupperà nel corso della storia una forte ammirazione nei confronti di Rei Asaka, detta "Saint Just", e la loro relazione è uno dei punti cardine della storia. L'intera vicenda è raccontata attraverso le lettere che Nanako scrive a Takehiko Henmi, il giovane insegnante della ragazza alle scuole medie, che lei scelse come "fratello elettivo" per raccontargli del suo ingresso alle scuole superiori. Benché per la maggior parte della storia Nanako ne sia all'oscuro, Takehiko è realmente suo fratello, anche se non di sangue: è infatti il figlio che il patrigno di Nanako, da lei considerato un vero padre, ha avuto dalla prima moglie.
Rei Asaka (朝霞れい?, Asaka Rei) (Saint Just)
Doppiata da Sumi Shimamoto in Giappone e da Stefania Patruno in Italia.
Rei Asaka, soprannominata "Saint Just", è una delle "Magnifiche tre", le tre studentesse più popolari del Seiran, conosciuta per l'indifferenza che nutre nei confronti degli schemi sociali, dell'etichetta e per i suoi molteplici talenti artistici. Incredibilmente fedele e devota alle persone che ama, la sua vita è stata profondamente segnata dal suo incondizionato amore per Fukiko Ichinomiya, che ha portato Rei a diventare autodistruttiva e dipendente da droghe e farmaci. Rei è la sorellastra di Fukiko, per via di una relazione extraconiugale del padre di Fukiko con la propria cameriera, che era la madre di Rei. In realtà Rei e Fukiko sono vere sorelle, anche se quest'ultima è cresciuta nella convinzione di essere la legittima figlia della signora Ichinomiya. Kaoru è la migliore amica di Rei e in più occasioni la ragazza ha mostrato particolari attenzioni anche nei confronti di Nanako, tuttavia la relazione con Fukiko ha reso complicato per lei avere altre amicizie. I segreti fra Fukiko e Rei, che verranno scoperti da Nanako, sono uno dei punti principali della trama della serie. Alla fine della serie Rei muore, benché la sua fine sia diversa nell'anime rispetto al manga. Nel manga infatti Rei si suicida con dei barbiturici, mentre nell'anime finisce involontariamente sotto un treno. Il soprannome di Rei deriva da Louis de Saint-Just, un rivoluzionario francese, a sua volta soprannominato "arcangelo della morte" per la sua gelida bellezza.
Fukiko Ichinomiya (一の宮蕗子?, Ichinomiya Fukiko) (Lady Miya)
Doppiata da Mami Koyama in Giappone e da Rosalinda Galli in Italia.
Fukiko Ichinomiya, soprannominata "Lady Miya" (Miya-sama in giapponese) è una delle "Magnifiche tre", le tre studentesse più popolari del Seiran. Fukiko è presidente del consiglio studentesco e capo della Sorority, ed è conosciuta per i suoi modi eleganti e regali. All'apparenza è dolce e generosa, ma in realtà è manipolatrice e profondamente crudele, al punto di comportarsi da vera sadica nei confronti della sua sorellastra Rei, che negli anni ha torturato psicologicamente e fisicamente, inducendola a tentare il suicidio. Nel manga si rivela che Fukiko ha sempre voluto tenere Rei al proprio fianco per avere qualcuno rispetto al quale sentirsi superiore. Il suo più grande orgoglio è rappresentato dalla Sorority, l'organizzazione elitaria del quale Fukiko sceglie personalmente i nuovi membri fra le studentesse del primo anno, scatenando liti ed invidie. È colei che ha materialmente permesso a Nanako di entrare nella Sorority, nella speranza di interrompere per gelosia il rapporto epistolare della ragazza con Takehiko Henmi, di cui è innamorata. Nell'anime viene rivelato che Fukiko conobbe Takehiko all'età di dodici anni, ma lui le spezzò il cuore.
Kaoru Orihara (折原薫?, Orihara Kaoru) (Principe Kaoru)
Doppiata da Keiko Toda in Giappone e da Alessandra Cassioli in Italia.
Kaoru Orihara, detta il "principe Kaoru" (dall'omonimo personaggio presente nel romanzo Storia di Genji), è una delle "Magnifiche tre", le tre studentesse più popolari del Seiran, ed è la stella della squadra di basket dell'istituto. È conosciuta per il suo atteggiamento da maschiaccio ed il suo gusto nell'utilizzare abiti maschili. Kaoru è afflitta da un male terribile e misterioso (si scoprirà essere un cancro al seno), per il quale ha perso un anno di scuola, e che continua a tenere segreto alle compagne. Come migliore amica di Rei, Kaoru disprezza fortemente Fukiko ed è persino contraria all'esistenza di un'associazione come la Sorority. Si dimostrerà una ragazza dotata di grande coraggio e generosità e sarà colei che sosterrà maggiormente Nanako, oggetto delle prepotenze delle compagne, e sarà di grande aiuto nei momenti più bui di Rei. Alla fine della serie sposerà Takehiko Henmi, che in precedenza aveva lasciato pur di non condividere il proprio dolore, e con lui partirà per la Germania. La sua sorte è l'elemento che maggiormente differenzia la storia del manga da quella dell'anime. Una volta partita per la Germania con il marito, infatti, nel manga viene narrato che Nanako riceve una lettera del fratello in cui c'è scritto soltanto che Kaoru è morta. Nell'anime invece la lettera giunta a Nanako annuncia la nascita del figlio di Kaoru e Takehiko ed è accompagnata da una fotografia di Kaoru in ottima salute con il marito e il figlioletto.
Takehiko Henmi (辺見武彦?, Henmi Takehiko)
Doppiata da Tesshō Genda in Giappone e da Guido Cavalleri fino all'episodio 4 e da Vittorio Guerrieri dal quinto in poi in Italia.
Takehiko era l'insegnante preferito di Nanako, a cui lei si riferiva con il termine oniisama (fratello maggiore in giapponese). Quando Nanako finisce le scuole medie, chiede a Takehiko di potergli scrivere delle lettere e quest'ultimo accetta di buon grado, sapendo di essere davvero suo fratellastro. Infatti, il padre di Takehiko lasciò la moglie ed il figlio per andare a vivere con Nanako e sua madre. Nanako, inconsapevole di questo legame di parentela, scoprirà la verità nel corso della storia. Inoltre Takehiko in passato aveva incontrato Nanako (ma lei era troppo piccola per ricordarlo) quando lo aveva scoperto nascosto a sbirciare in casa loro per vedere la nuova famiglia del padre. Il suo miglior amico è Takashi Ichinomiya (fratello di Fukiko e Rei) e lo aiuterà indirettamente nel suo innamoramento per Mariko. Takehiko aspira a proseguire i suoi studi in Germania e a diventare docente universitario con le sue forze e riuscirà a partire soltanto alla fine della serie, dopo aver coronato il proprio sogno d'amore con Kaoru Orihara.
Tomoko Arikura (有倉智子?, Arikura Tomoko)
Doppiata da Waka Kanda in Giappone e da Ilaria Latini in Italia.
Amica di infanzia di Nanako, è uno dei pochi personaggi "normali" dell'intera vicenda. È vivace, allegra, fedele alle amicizie e diretta nei rapporti con le altre persone. Inizialmente la sua amicizia con Nanako si incrina perché sospetta delle scorrettezze dell'amica per entrare nella Sorority. Inoltre nel manga la sua amicizia con Nanako viene ostacolata anche da Mariko, gelosa di Nanako, e soltanto nel finale c'è un riavvicinamento. Nell'anime, invece, Mariko riesce soltanto a dividerle momentaneamente, per poi diventare una delle migliori amiche di entrambe. È il personaggio che fornisce la maggior parte degli elementi comici della serie.
Mariko Shinobu (マリ子?, Shinobu Mariko)
Doppiata da Sakiko Tamagawa in Giappone e da Monica Ward in Italia.
Aspirante membro della Sorority, la bellissima Mariko diventa immediatamente una delle migliori amiche di Nanako, ricorrendo a prepotenze e mezzi scorretti pur di riuscirci. Mariko disprezza tutti gli uomini per via della complicata relazione tra i suoi genitori. Suo padre infatti è un autore di libri pornografici che ha tradito ripetutamente la moglie, arrivando a imporre la presenza della sua amante sotto lo stesso tetto. Nel corso del manga la madre ottiene il divorzio e Mariko sceglie di prendere il suo cognome e di andare a vivere con lei. È letteralmente ossessionata dall'idea di essere abbandonata, al punto di diventare morbosa nei confronti di chi le sta intorno. È infatuata di Kaoru Orihara, ma finirà per sviluppare una tenera amicizia con Takashi Ichinomiya, che le farà scoprire un libro del padre, pubblicato quando ancora non scriveva romanzi pornografici. Viene paragonata da Nanako a Cleopatra.
Takashi Ichinomiya (一の宮貴?, Ichinomiya Takashi)
Doppiato da Kenyuu Horiuchi in Giappone e da Luciano Marchitiello in Italia.
Fratello maggiore di Fukiko Ichinomiya e di Rei Asaka, Takashi è il miglior amico di Takehiko Henmi ed è appassionato di auto sportive, vestiti di marca e belle donne. Takashi deciderà di sfidare l'odio di Mariko Shinobu nei confronti degli uomini, conquistando la sua fiducia e riuscendo persino a farla innamorare di sé.
Aya Misaki (三咲綾?, Misaki Aya)
Doppiata da Masako Katsuki in Giappone e da Laura Latini in Italia.
Altra aspirante alla Sorority, Aya è nella stessa classe di Nanako e Shinobu, verso le quali prova una profonda invidia facendo di tutto per rendere la loro vita difficile. Soprattutto con Mariko, sua compagna di classe sin dalle medie, sembra che i rapporti siano irrecuperabili. Incredibilmente meschina e crudele, al punto di provare disgusto di se stessa, verso la fine della serie Aya tenta il suicidio, ma viene salvata proprio da Nanako e Mariko. Alla fine della storia verrà mostrata in buoni rapporti con le sue ex-nemiche.
Megumi Furuta (めぐみ古田?, Furuta Megumi) e Miyuki Sonobe (みゆき園部?, Sonobe Miyuki)
Doppiate da Miki Itou e Yumi Takada
Sono due ragazze che vengono mostrate sempre in compagnia di Aya Misaki, nei confronti della quale si comportano come tirapiedi. In realtà si preoccupano sinceramente per Aya, al punto di rischiare in prima persona pur di renderla felice.
Junko Nakaya (純子中谷?, Nakaya Junko)
Doppiata da Mayumi Seto
Una delle studentesse del primo anno ammessa alla Sorority. Tuttavia Junko viene espulsa crudelmente dalla società per non aver conseguito buoni risultati scolastici. Tradita dalle sue stesse amiche, riceverà solidarietà soltanto da parte di Nanako, e per tale ragione sarà una delle sue maggiori aiutanti nella petizione per l'abolizione della Sorority.
Sig. e Sig.ra Misonoo
Doppiati da Kinryuu Arimoto e Hiroko Suzuki in Giappone
Il professor Misonoo è un rinomato professore universitario che adottò Nanako dopo averne sposato la madre ed aver lasciato la prima moglie, con cui aveva un rapporto difficilissimo. Incontrò la madre di Nanako nel ristorante dove lei faceva la cameriera e dove tutte le sere Misonoo andava a mangiare e bere pur di non tornare a casa dalla moglie. Dalla prima moglie Misonoo aveva avuto già un figlio, Takehiko Henmi, con il quale però i rapporti quasi si interruppero, benché continuasse a mantenerlo economicamente. I genitori di Nanako tennero segreto il fatto che la ragazza avesse un fratellastro per molto tempo. Anche se Nanako ricorda confusamente il periodo prima del matrimonio della madre dato che era molto piccola , la sua storia familiare però è ben nota a Lady Miya e al Sororiry che le faranno pesare le sue origini.
Sig. e Sig.ra Shinobu
Doppiati da Tomomichi Nishimura e Rihoko Yoshida in Giappone
Il padre di Mariko Shinobu è un noto scrittore pornografico, e questo ha sempre creato grande imbarazzo alla ragazza. Il fatto che poi l'uomo abbia tradito la moglie per un'attrice, ha portato la ragazza al punto di odiare non solo il padre, ma tutti gli uomini. Al contrario la madre di Mariko è debole e succube della forte personalità della figlia.
"Lady Borgia" Ogiwara
Doppiata da Emi Shinohara in Giappone e da Laura Lenghi in Italia
Borgia è un membro anziano della Sorority, ed è caratterizzata da una acconciatura a chignon. Il soprannome le deriva dalla celebre Lucrezia Borgia. La sua posizione all'interno della Sorority non viene mai espressamente dichiarata, ma è evidentemente uno dei membri più in vista. Durante il periodo della petizione, viene mostrata come il membro più favorevole a screditare Fukiko e cospirare contro di lei pur di non perdere i vantaggi della Sorority. Continuerà a tentare di gettare fango su Fukiko anche quando ormai si sarà dimessa dalla Sorority.
"Lady Monna Lisa" Komabayashi
Doppiata da Shinobu Adachi in Giappone e da Barbara De Bortoli in Italia
Monna Lisa è un membro anziano della Sorority ed è caratterizzata dalla sua somiglianza con la Monna Lisa leonardesca. Riflessiva e misteriosa, è il vice presidente della Sorority ed è molto vicina a Fukiko, benché parteciperà attivamente ai complotti orditi da Borgia contro quest'ultima.
"Lady Medusa" Katsuragi
Doppiata da Kumiko Takizawa in Giappone e da Antonella Giannini in Italia
Medusa è un membro anziano della Sorority e dopo le dimissioni di Monna Lisa fungerà brevemente da vicepresidente. Pare essere l'unica amica di Fukiko all'interno della Sorority e le resterà fedele sino all'ultimo momento prima dello scioglimento della Sorority.
"Lady Cattleya" Yamamoto
Doppiata da Satoko Yasunaga in Giappone
Cattleya è un membro anziano della Sorority ed è caratterizzata da capelli castani ricci e frangetta. Anche lei cospira contro Fukiko, benché si tiri fuori quando si rende conto che i piani di Borgia si stanno spingendo troppo in là. In seguito si mostrerà molto gentile con Nanako.
"Lady Vampanella" Hoshino
Doppiata da Miyuki Matsuoka in Giappone
Vampanella è un membro anziano della Sorority, ed è caratterizzata da capelli neri raccolti in una coda. Come Cattleya, si tira fuori dalle macchinazioni di Borgia ai danni di Fukiko, quando queste divengono eccessive.

## Manga
Il manga è stato serializzato in 18 capitoli sulla rivista Margaret della Shūeisha tra il febbraio e l'agosto 1974. È stato poi raccolto in tre volumi tankōbon pubblicati l'anno seguente.
| Nº | Titolo italiano (traduzione letterale) Giapponese 「Kanji」 - Rōmaji                         | Data di prima pubblicazione | Data di prima pubblicazione |
| Nº | Titolo italiano (traduzione letterale) Giapponese 「Kanji」 - Rōmaji                         | Giapponese                  |                             |
| 1  | La selezione dei membri della Sorority 「ソロリティ・メンバー選考」 - Sorority Member Senkou | 20 agosto 1975              |                             |
| 2  | Il segreto di Saint-Just 「サン・ジュストの秘密」 - Saint Juste no Himitsu                   | 20 settembre 1975           |                             |
| 3  | Addio principe Kaoru 「さよなら薫の君」 - Sayonara Kaoru no Kimi                             | 20 ottobre 1975             |                             |

In Italia è stato pubblicato dalla Star Comics sulla rivista mensile Neverland in quattro albi usciti dal 1º luglio al 1º ottobre 1995.
La serie è stata poi riproposta nel 2011 dalla Goen nella collana Lady Collection in una versione deluxe in due volumi, che rispecchiano la recente ristampa giapponese della Fairbell, pubblicati a settembre e a novembre dello stesso anno e raccolti in un box uscito nel 2013.
Nel 2021 la Edizioni BD pubblica una riedizione del manga sotto l'etichetta J-Pop con il titolo Caro fratello... in un unico volume.

## Anime

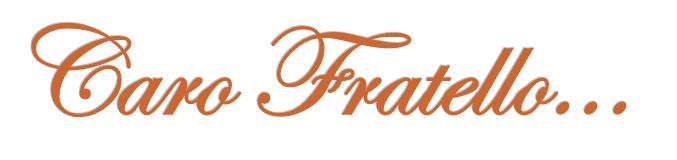
La versione italiana del titolo della serie televisiva

Anni dopo la conclusione del manga, nel 1991 fu realizzato un anime televisivo di 39 episodi (il secondo tratto da un manga della Ikeda dopo Lady Oscar) prodotto dalla NHK. La regia fu affidata ad Osamu Dezaki, già noto per le serie Lady Oscar e Jenny la tennista, il character design e le animazioni ad Akio Sugino, mentre le musiche furono composte da Kentaro Haneda. A causa dei temi trattati, in Giappone la serie andò in onda solo sul canale satellitare NHK-BS2 e non in chiaro.
In Italia l'anime è arrivato inizialmente sul mercato dell'home video, doppiato e messo in vendita in 10 VHS tra il 1995 e il 1996  da Yamato Video, che tra il 2006 e il 2007 ha raccolto la serie in DVD in due cofanetti. La prima trasmissione televisiva italiana è avvenuta nel 2003 sul circuito televisivo Italia 7 Gold, che ha poi riproposto la serie in replica varie volte. Sempre nel 2003 è stato trasmesso dal canale satellitare GAY.tv. Nel 2011 viene nuovamente trasmesso dal canale satellitare Man-ga. Su Internet è stato pubblicato per lo streaming sul canale di YouTube Yamato Animation dal 20 settembre 2013 al 24 gennaio 2014 e sul portale Popcorn TV dal 2016 al 31 agosto 2018 (su quest'ultimo sito la serie è risultata momentaneamente non disponibile per alcuni mesi dal 31 maggio 2017).
Essendo l'anime molto più lungo del manga, viene dato ampio spazio anche a quei personaggi, e alle loro vicende, che nel manga sono solo di contorno. Dalla serie animata è stato tratto anche un anime comic in otto volumi, mai importato in Italia.

### Episodi
| Nº | Titolo italiano Giapponese 「Kanji」 - Rōmaji                                                   | In onda           | In onda |
| Nº | Titolo italiano Giapponese 「Kanji」 - Rōmaji                                                   | Giapponese        |         |
| 1  | Persone meravigliose 「華麗なる人びと」 - Karei naru hitobito                                   | 14 luglio 1991    |         |
| 2  | La scarpetta di vetro 「ガラスの靴」 - Garasu no kutsu                                          | 21 luglio 1991    |         |
| 3  | Nanako squalificata? 「奈々子失格？」 - Nanako shikkaku ?                                       | 28 luglio 1991    |         |
| 4  | Carillon 「オルゴ－ル」 - Orugo - ru                                                            | 4 agosto 1991     |         |
| 5  | Le spine del sospetto 「疑惑の刺」 - Giwaku no toge                                             | 11 agosto 1991    |         |
| 6  | Sola e smarrita 「迷い道、ひとり」 - Mayoi michi, hitori                                        | 18 agosto 1991    |         |
| 7  | Nel buio della torre dell'orologio 「闇の時計塔」 - Yami no tokeitō                             | 25 agosto 1991    |         |
| 8  | Ti voglio 「あなたが欲しい」 - Anataga hoshii                                                   | 1º settembre 1991 |         |
| 9  | Una malattia improvvisa, un cuore infranto 「発病、砕かれた心」 - Hatsubyō, kudakareta kokoro   | 8 settembre 1991  |         |
| 10 | Mariko 「マリ子…」 - Mariko ...                                                                 | 15 settembre 1991 |         |
| 11 | Sotto un olmo 「楡の木にて」 - Nire no ki nite                                                  | 22 settembre 1991 |         |
| 12 | La cicatrice 「きずあと」 - Kizuato                                                             | 29 settembre 1991 |         |
| 13 | La leggenda del suicidio d'amore 「心中伝説」 - Shinjū densetsu                                 | 6 ottobre 1991    |         |
| 14 | La porta segreta 「秘密の扉」 - Himitsu no tobira                                               | 27 ottobre 1991   |         |
| 15 | Fukiko e il suono dell'oceano 「蕗子、海鳴り」 - Fukiko, umi nari                               | 3 novembre 1991   |         |
| 16 | Come back 「カムバック」 - Kamubakku                                                            | 10 novembre 1991  |         |
| 17 | Post Scriptum 「追伸」 - Tsuishin                                                               | 17 novembre 1991  |         |
| 18 | In un sogno 「夢の中へ」 - Yume no naka he                                                      | 24 novembre 1991  |         |
| 19 | Il gioco effimero 「うたかたゲ－ム」 - Utakata geemu                                            | 8 dicembre 1991   |         |
| 20 | Cesoie 「花鋏」 - Hana hasami                                                                   | 15 dicembre 1991  |         |
| 21 | Il festival universitario 「学園祭」 - Gakuensai                                                | 22 dicembre 1991  |         |
| 22 | Serenata di un giorno d'estate 「夏の日のセレナ－デ」 - Natsu no nichi no serenade              | 29 dicembre 1991  |         |
| 23 | Il regalo proibito 「禁じられた贈り物」 - Kinji rareta okurimono                                | 12 gennaio 1992   |         |
| 24 | Encore 「アンコ－ル」 - Ankoru                                                                  | 19 gennaio 1992   |         |
| 25 | Rossetto scarlatto 「薔薇のル－ジュ」 - Bara no ruju                                            | 26 gennaio 1992   |         |
| 26 | La prova sotto la neve 「あかし、二人だけの雪」 - Akashi, futari dakeno yuki                    | 2 febbraio 1992   |         |
| 27 | Il caso Mariko 「マリ子刃傷事件」 - Mariko ninjō jiken                                          | 23 febbraio 1992  |         |
| 28 | Candele di Natale 「クリスマスキャンドル」 - Kurisumasukyandoru                                 | 1º marzo 1992     |         |
| 29 | L'assemblea generale degli studenti 「生徒総会」 - Seito sōkai                                  | 8 marzo 1992      |         |
| 30 | La petizione 「署名運動」 - Shomeiundō                                                          | 15 marzo 1992     |         |
| 31 | Il frutto marcio 「腐った果実」 - Kusatta kajitsu                                               | 22 marzo 1992     |         |
| 32 | L'orgoglio dell'ultima riunione 「誇り、ラストミ－ティング」 - Hokori, rasutomi - teingu        | 29 marzo 1992     |         |
| 33 | Volare 「飛翔」 - Hishō                                                                         | 5 aprile 1992     |         |
| 34 | Abluzione 「沐浴」 - Mokuyoku                                                                   | 12 aprile 1992    |         |
| 35 | La Spiaggia dei Sogni 「夢海岸」 - Yume kaigan                                                  | 19 aprile 1992    |         |
| 36 | La luce delle lucciole, il fuoco dell'amore 「蛍火、恋に燃えて…」 - Hotaru hi, koi ni moe te... | 26 aprile 1992    |         |
| 37 | La giostra 「回転木馬（メリ－ゴ－ランド）」 - Kaitenmokuba (meri - go - rando)                  | 3 maggio 1992     |         |
| 38 | Yes... 「ＹＥＳ…」 - Yes...                                                                     | 10 maggio 1992    |         |
| 39 | Una fragranza persistente 「残り香」 - Nokori kaori                                             | 17 maggio 1992    |         |

### Colonna sonora
- Sigla di apertura originale - Kin no utsuwa, gin no utsuwa (黄金の器 銀の器? lett. "Coppe d'oro, coppe d'argento"), cantata da Satomi Takada.
- Sigla di chiusura originale - Kimagure na yōsei (気まぐれな妖精? lett. "Fata capricciosa"), cantata da Takako Noda.

- La sigla italiana Caro fratello è cantata da I Cavalieri del Re con Clara Serina come voce principale e Riccardo Zara. È stata pubblicata per la prima volta all'interno del CD C'erano una volta I Cavalieri del Re prodotto nel 2005 dalla 3F in collaborazione con il portale Internet Kbl Sigletv.Net, poi in 45 giri su etichetta Siglandia nel 2012 e in altre raccolte del gruppo.

Nella versione italiana uscita in VHS e DVD per la Yamato Video e pubblicata su internet si usano come sigle le versioni strumentali delle originali. Nel 2000 Yamato Video commissionò ai Cavalieri del Re, già autori della celebre sigla di Lady Oscar, una sigla italiana per l'anime, che fu utilizzata per le trasmissioni televisive a partire dal 2003.